# Mark Donohue

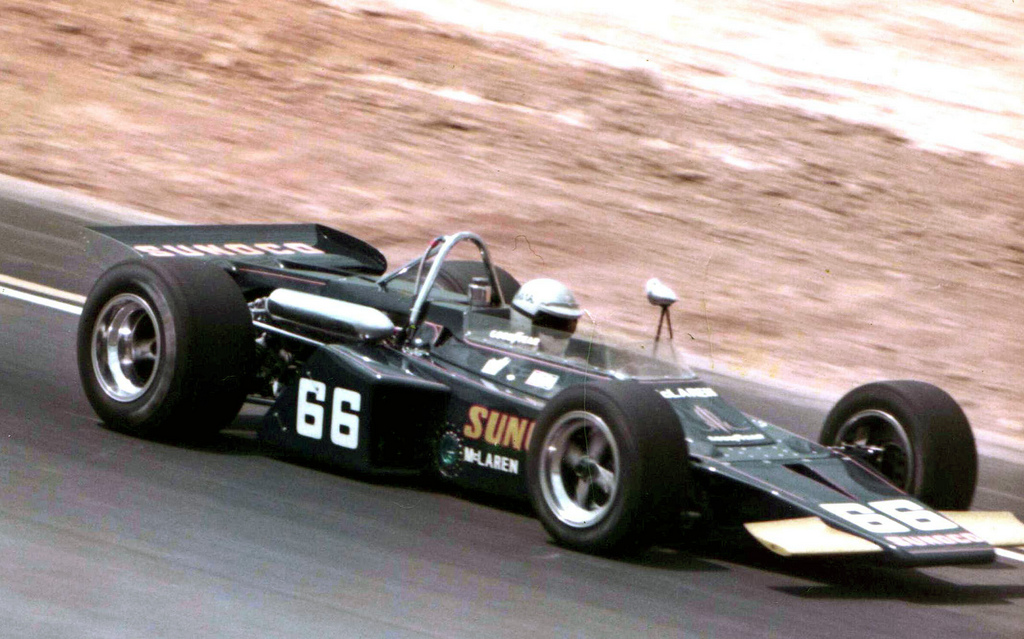
Mark Donohue en Pocono 500 1971.

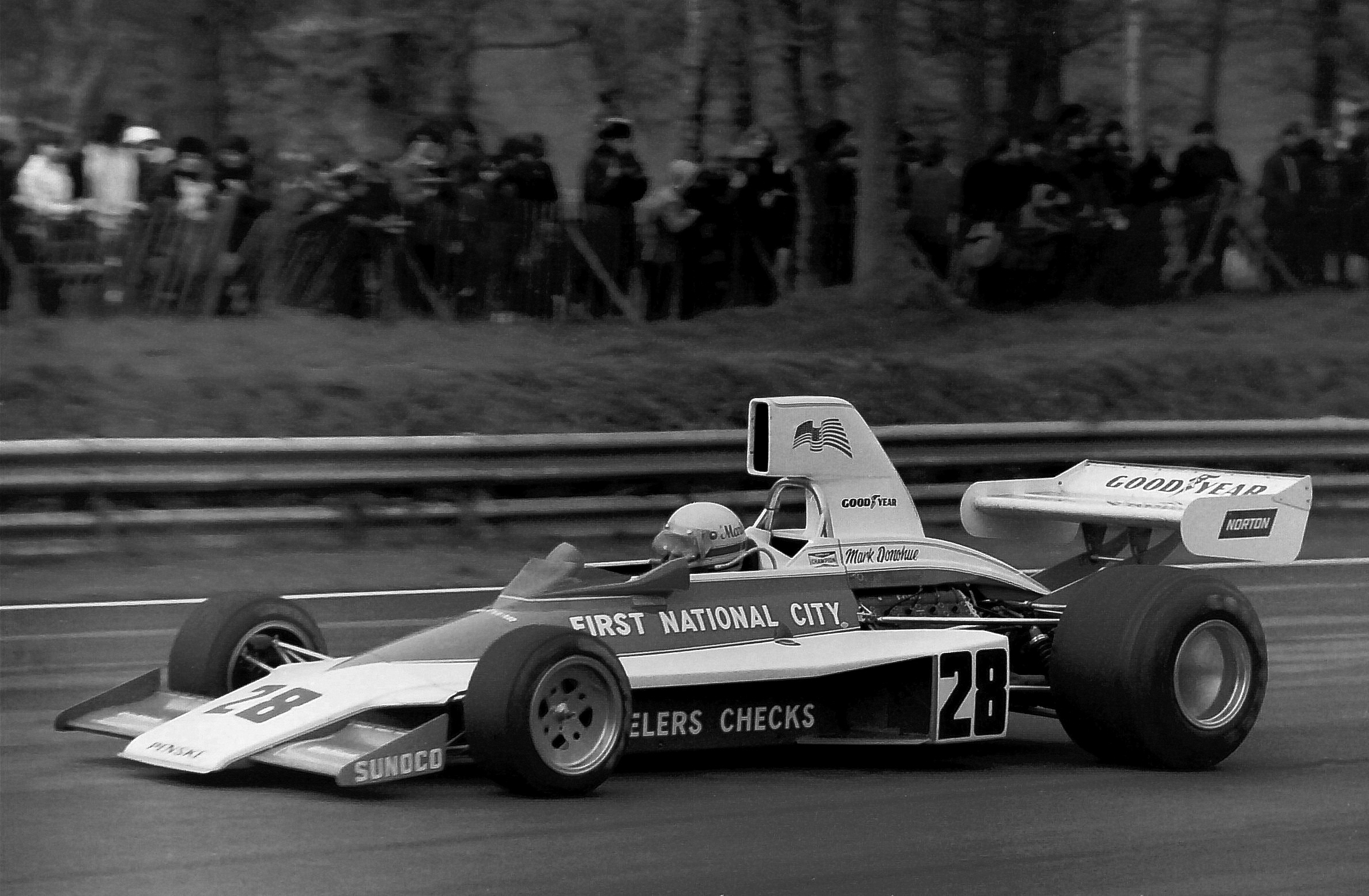
Mark Donohue en la Carrera de Campeones de 1975, con el Penske PC1.

Mark Neary Donohue Jr.  (Municipio de Haddon, Nueva Jersey, 18 de marzo de 1938-Graz, Austria, 19 de agosto de 1975) fue un piloto de automovilismo de velocidad estadounidense, que se destacó en monoplazas y automóviles deportivos. Fue piloto de Penske desde 1966 hasta su muerte en los entrenamientos para el Gran Premio de Austria de 1975.

## Biografía
Nacido en Haddon Township, Nueva Jersey, Donohue creció en Summit,  se graduó de la Escuela Pingry en Hillside e ingresó en la Universidad de Brown en Providence (Rhode Island). A los 22 años, mientras cursaba el último año de la Universidad, Donohue comenzó a competir con su Corvette de 1957. Ganó la primera carrera en la que participó, una subida de montaña en el condado de Belknap, New Hampshire. Se graduó de la Universidad de Brown en 1959 con una licenciatura en ingeniería mecánica.
Donohue ganó el campeonato nacional de SCCA en un Elva Courier en 1961. El experimentado piloto de carreras Walt Hansgen (que trabajaba para Inskip Motors en Nueva York y Rhode Island) reconoció la habilidad de Donohue y se hizo amigo suyo, llegando a proporcionarle un MGB (a través de Inskip Motors en Providence, RI y preparado por su taller de carreras Competition Engineering)  para que Donohue corriera en el evento de resistencia SCCA de 500 millas (800 km) de Bridgehampton de 1964, que ganó. 

## Trayectoria
Hansgen hizo arreglos para que Donohue se convirtiera en su compañero de equipo en 1965, copilotando un Ferrari 275 en la carrera de resistencia de las 12 horas de Sebring,  que terminaron en el 11º lugar. Ese año, Donohue también ganó dos campeonatos divisionales: en la Clase B de SCCA en un GT350 y en la Fórmula C de SCCA en un Lotus 20 B.
Donohue fue contratado el 29 de marzo de 1964 por Jack Griffith [Griffith Motors, Syosset, NY/Plainview, NY] como ingeniero de diseño para el Griffith, anteriormente TVR Grantura Mk III, con motor Ford V8 de 289 cid (4.7l). Posteriormente, colaboró con David Hives, de TVR, en el diseño del Griffith Serie 400 y posteriormente en el fallido Griffith Serie 600, diseñado por Bob Cumberford y producido por Intermeccanica (Torino, Italia). Durante su producción, se fabricaron 192 Griffith Serie 200, 59 de la Serie 400 y solo 10 de la Serie 600. Durante su etapa en Griffith, Mark condujo el Shelby Cobra 289, propiedad de Griffith, dejando huella en el circuito SCCA. En febrero de 1965, Donohue fue nombrado contralor de Griffith Motors, pero Roger Penske lo atrajo de Griffith a principios de 1966. La empresa Griffith desapareció en noviembre de 1966.
Donohue disputó la CanAm, logrando el título en 1973, el segundo puesto en 1966, y el tercero en 1968. También fue campeón de la Trans-Am en 1968 y 1969, y subcampeón en 1970, acumulando un total de 29 victorias. En 1973 fue tercero en la Fórmula 5000 Estadounidense. En 1969 ganó las 24 Horas de Daytona del Campeonato Mundial de Resistencia junto a Chuck Parsons, al volante de un Lola T70-Chevrolet.
Corrió en el Campeonato Nacional del USAC desde 1968 hasta 1973 con Penske, resultando quinto en 1972 y octavo en 1971. En las 500 Millas de Indianápolis, fue novato del año 1969, clasificó en la primera fila tres veces, y fue ganador en 1972.
El piloto disputó un total de seis carreras de la Copa NASCAR en 1972 y 1973, obteniendo la victoria en Riverside en enero de 1973. En 1974, disputó las cuatro fechas de la International Race of Champions, obteniendo el título con tres victorias al volante de un Porsche 911.
Donohue disputó varias ediciones de las 24 Horas de Le Mans, resultando cuarto absoluto en 1967 con un Ford GT40 del equipo de Carroll Shelby.
Disputó 15 Grandes Premios de Fórmula 1 desde 1971 hasta 1975, también con Penske. En su debut obtuvo el único podio de su vida en el Gran Premio de Canadá de 1971. Luego llegó quinto en dos Grandes Premios de 1975, por lo que logró un total de 8 puntos del campeonato mundial.
En el Gran Premio de Austria de 1975 durante las prácticas del sábado, sufrió un accidente que le costó la vida. La violencia del impacto hizo que la valla metálica se viniera abajo con el peso de su March, acabando coche y piloto en el césped; Mark Donohue sufrió un choque hemorrágico cerebral y falleció en el hospital tres días después.
Donohue se graduó como ingeniero mecánico en la Universidad Brown en 1959. Sus conocimientos teóricos le permitieron destacar en la tarea de desarrollar automóviles, en contraste con otros pilotos que típicamente contaban solamente con experiencia práctica. El piloto publicó junto a Paul Van Valkenburgh el libro The Unfair Advantage ("La ventaja injusta"), en el que describe dichas técnicas de desarrollo.

## Resultados

### Fórmula 1
(Clave) (negrita indica pole position) (cursiva indica vuelta rápida)

| Año     | Escudería           | 1     | 2       | 3     | 4       | 5       | 6      | 7     | 8     | 9       | 10    | 11      | 12      | 13  | 14     | 15      | Pos. | Puntos |
| ------- | ------------------- | ----- | ------- | ----- | ------- | ------- | ------ | ----- | ----- | ------- | ----- | ------- | ------- | --- | ------ | ------- | ---- | ------ |
| 1971    | Penske-White Racing | RSA   | ESP     | MON   | NED     | FRA     | GBR    | GER   | AUT   | ITA     | CAN 3 | USA DNS |         |     |        |         | 16.º | 4      |
| 1974    | Penske Cars         | ARG   | BRA     | RSA   | ESP     | BEL     | MON    | SWE   | NED   | FRA     | GBR   | GER     | AUT     | ITA | CAN 12 | USA Ret | NC   | 0      |
| 1975    | Penske Cars         | ARG 7 | BRA Ret | RSA 8 | ESP Ret | MON Ret | BEL 11 | SWE 5 | NED 8 | FRA Ret | GBR 5 | GER Ret | AUT DNS | ITA | USA    |         | 15.º | 4      |
| Fuente: |                     |       |         |       |         |         |        |       |       |         |       |         |         |     |        |         |      |        |